# Xverso
Xverso (pronunciato Perverso) è un singolo del cantautore italiano Tiziano Ferro, pubblicato il 12 settembre 2003 come primo estratto dal secondo album in studio 111.

## Descrizione
Tiziano Ferro presenta Xverso durante la finale del Festivalbar 2003, il 20 settembre. Il brano ha esordito al quarto posto dei più trasmessi in radio.
Adattamenti
Il brano viene tradotto in varie lingue:
1. Xverso (Italian Version) - album 111 in Italia.
2. Perverso (Spanish Version) - album 111 ciento once in Spagna e in America Latina.
3. Un pour toi, un pour moi (French-Italian Version) - album singolo Xverso.

La canzone è stata inoltre riarrangiata in chiave swing ed inserita nell'edizione speciale del quinto album in studio L'amore è una cosa semplice del 2011.

## Video musicale
Il video di Xverso viene girato a Cuba dal regista Paolo Monico, che si avvale della fotografia di Max Gatti. È ambientato in un locale dove Tiziano Ferro esegue una coreografia insieme ad un corpo di ballo, alternando queste sequenze ad altre di vita quotidiana, apparentemente scollegate una dall'altra. In realtà il filo conduttore è la lettera X, che compare sotto diverse forme (collana, taglio di capelli, una carta).

## Tracce
CD singolo - Perverso (tutto il mondo)
1. Xverso (Italian Version)
2. Un pour toi, un pour moi (perverso) (French Version)
3. Perverso (Spanish Version)

CD singolo - Perverso Remix (Italia)
1. Xverso (Melodica Remix) - 5:15
2. Xverso (Album International Version) - 3:52
3. Perverso (Original Extended Version) - 5:31
4. Xverso (Brian Rawlings Remix) - 3:16

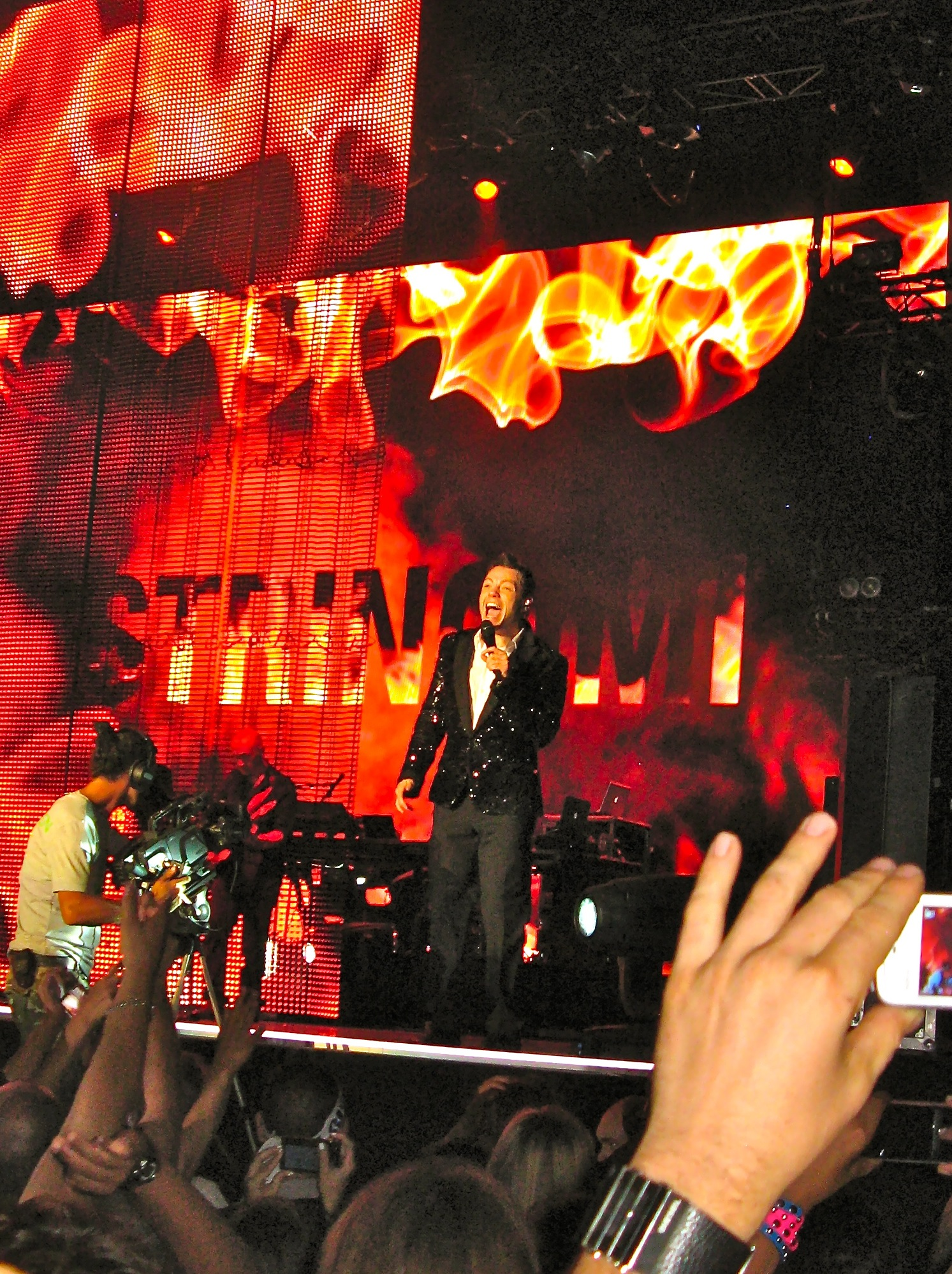
Tiziano interpreta Xverso a Piazzola sul Brenta l'8 luglio 2012.

CD singolo - Promo Mexico & Video
1. Perdona
2. Alucinado
3. Rojo relativo
4. Las cosas que no dices
5. Perverso (Spanish Version)
6. Alucinado (Italian Version)
7. Perverso (Italian Version)

CD singolo - Tardes negras (Spagna)
1. Tardes negras (Album Version)
2. Perverso (Melodica Remix Spanish Vocal)
3. Perverso (Original Extended Version)

Download digitale
1. Xverso (Italian Version)
2. Perverso (Spanish Version)
3. Un pour toi, un pour moi (perverso) (French-Italian Version)

## Classifiche
| Classifica (2003) | Posizione massima |
| ----------------- | ----------------- |
| Belgio (Vallonia) | 39                |
| Germania          | 48                |
| Italia            | 5                 |
| Lettonia          | 35                |
| Romania           | 53                |
| Spagna            | 5                 |
| Svizzera          | 17                |